# 武部英治

武部 英治（たけべ えいじ、1902年（明治35年）11月2日 - 1973年（昭和48年）12月7日）は、昭和期の鉄道官僚、政治家。衆議院議員、実業家。

## 経歴
武部定吉の次男。として石川県能美郡小松町東町（現小松市東町）で生まれる。第四高等学校を経て、1925年（大正14年）11月、高等試験行政科に合格。1926年（大正15年）東京帝国大学法学部法律学科（英法）を卒業した。
1926年（大正15年）、鉄道省に入省する。1944年（昭和19年）に、台湾総督府交通局鉄道部長となり終戦を迎えた。戦後、運輸省事務官を務めて退官。
1952年（昭和27年）10月の第25回衆議院議員総選挙で石川県第1区から改進党公認で出馬して当選し、衆議院議員に1期在任した。1953年（昭和28年）4月の第26回総選挙に立候補したが落選した。
その他、日本ホテル株式会社専務取締役、全日本観光連盟理事、日本ホテル協会理事、日本交通公社専務理事などを務めた。1973年（昭和48年）12月7日、心筋梗塞のため自宅で死去した。

## 年表
- 1923年（大正12年）3月9日　第四高等学校文科甲類卒業[10]。
- 1924年（大正14年）11月　高等文官試験行政科合格[11]。
- 1925年（大正15年）
  - 4月　鉄道省大臣官房勤務、属[3]。
  - 5月　名古屋鉄道局庶務課勤務、書記[3]。
  - 6月　名古屋鉄道局名古屋駅助役[5][3]、書記[12]。
- 1927年（昭和2年）
  - 7月1日現在　名古屋鉄道局名古屋運輸事務所、書記[13]。
  - 8月　名古屋鉄道局庶務課文書掛勤務[3]。
- 1928年（昭和3年）
  - 4月　名古屋鉄道局甲府運輸事務所営業主任[3]。
  - 7月1日現在　名古屋鉄道局甲府運輸事務所、書記[14]。
- 1929年（昭和4年）12月26日　東京鉄道局勤務、副参事[15][3]。
- 1930年（昭和5年）7月1日現在　鉄道大臣官房現業調査課事務官兼東京鉄道局庶務課副参事[16]。
- 1932年（昭和7年）2月15日　門司鉄道局庶務課保健掛長[3][17]。
- 1934年（昭和9年）1月12日　門司鉄道局鹿児島運輸事務所長、副参事[18]
- 1935年（昭和10年）
  - 5月20日　東京鉄道局勤務、副参事[19]。
  - 7月11日　在外研究員として欧米に出発[20]。
- 1937年（昭和12年）
  - 3月21日　在外研究から帰国[21]。
  - 4月12日　東京鉄道局運輸部旅客課長、副参事[22]。
  - 6月4日　兼任逓信省逓信局、事務官[23]。
  - 6月5日　東京都市逓信局在勤、兼務東京地方逓信局、事務官[24]。
- 1938年（昭和13年）
  - 4月7日　鉄道省東京鉄道局勤務、兼任国際観光局事務官、兼逓信省事務官[25]。
  - 4月8日　任鉄道調査部事務官兼国際観光局書記官庶務課勤務[26]。
- 1941年（昭和16年）1月11日　門司鉄道局総務部長、参事[27]。
- 1942年（昭和17年）
  - 1月7日　国際観光局庶務課長、書記官[28]。
  - 6月6日　鉄道大臣官房保健課長、鉄道書記官[29]。
  - 11月1日　鉄道省要員局総務課長、鉄道官[30]。
- 1943（昭和18年）
  - 11月1日　鉄道大臣官房防衛気象課長、運輸通信書記官[31]。
- 1944年（昭和19年）
  - 8月16日　台湾総督府交通局鉄道部長兼鉄道従事員教習所長、理事[32][33]。
  - 11月11日　台湾総督府防衛本部理事兼務[34]
- 1945年（昭和20年）
  - 9月22日　終戦連絡事務局総務[35]
  - 11月19日　鉄道部の所管機関の文書、財産を台湾行政長官公署の鉄道処に提出[36]

## 栄典
位階
- 従七位　1930年（昭和5年）2月1日[37]。
- 正七位　1931年（昭和6年）7月15日[38]。
- 従六位　1933年（昭和8年）7月15日[39]。
- 正六位　1936年（昭和11年）2月1日[40]。
- 従五位　1939年（昭和14年）12月26日[41]。
- 正五位　1944年（昭和19年）2月1日[42]。

勲等・その他
- 勲六等瑞宝章　1940年（昭和15年）3月13日[43]。
- 勲四等瑞宝章　1940年（昭和15年）4月29日[44]。
- 紀元二千六百年記念章　1940年（昭和15年）11月10日[45]。